# Prästfäbodtjärnen
Prästfäbodtjärnen är en sjö i Skellefteå kommun i Västerbotten och ingår i Kågeälven-Skellefteälvens kustområde.